# エモシオン
エモシオン（欧字名:Emocion、1995年3月17日 - 2025年7月6日）は、日本の競走馬。主な勝ち鞍は、1999年の京都記念。

## 戦歴
大川慶次郎「体や四肢のバランスは抜群。馬体の良さはアグネスワールドより上、クラシックを勝つ馬に成長する」
小林稔「強いことは分かっているから、敢えて力試し（トライアルへの出走）をする必要もない」
関係者からこのように評価されたエモシオンは1992年優駿牝馬優勝馬アドラーブルの第2子として競走馬デビューを果たし、1998年の4歳牡馬クラシック戦線の有力馬として注目を浴びる。
皐月賞当時には重賞未勝利馬ながらセイウンスカイら3強に次ぐ支持を受けるも4着敗退、「激しいイレ込みがあったとはいえ正直期待外れでがっかり、見込み違いだったかも」と評されるなど3冠タイトル全て無冠に終わるが、「折り合いを欠きながらこの結果、これから強くなる馬」と今後の成長を期される面もみせた。
1999年明け5歳古馬となったエモシオンは日経新春杯2着を挟み京都記念に出走。前走の内容を評価され1番人気の支持を受け優勝、「クラシックは勝てなかったが、古馬になってからを期待していた馬なので、勝てて嬉しい」と関係者を喜ばせ、本年2月一杯での勇退が決定している小林稔調教師に最後の重賞勝利をプレゼントしている。
エモシオンはその後、木原一良厩舎へと転厩。大阪杯から天皇賞（春）への算段で調整がなされていたが転厩直後に右前浅屈腱炎を発症し戦線を離脱、木原厩舎管理馬として出走することはなく、僅か半年後の1999年9月に美浦の二ノ宮敬宇厩舎へと再転厩となる。結局2年弱の休養を経て戦線復帰となったが、「追ってからの反応が悪い」と騎手がコメントするなど勝ち馬から1秒以上離される精彩を欠く内容が続き、2001年11月21日付でJRAの競走馬登録を抹消、地方競馬の川島正行厩舎（船橋）に転出した。2002年に行われた川崎記念に出走登録したが、当時地方競馬へ移籍したばかりのエモシオンには出走資格がなく、にもかかわらず主催者側の「審査誤認」により出走投票が受理されてしまい、枠順の発表後に競走除外となった。地方での2戦も大敗に終わり、引退した。
引退後は故郷白井牧場（北海道門別町、現:日高町）に戻った。使役馬（従業員の練習馬）として人材育成に一役買った後、日高ケンタッキーファームへと移動した。2008年末の同施設の廃業に伴い日高町内の乗馬牧場に移動した後、2011年頃再び白井牧場に戻った。2013年からは引退名馬繋養展示事業の助成を受けて余生を過ごしている。
2025年7月6日、繋養先の北海道沙流郡日高町の白井牧場不二ファーム乗馬クラブで死亡した。30歳だった。

## 競走成績
以下の内容は、netkeiba.comおよびJBISサーチに基づく。
| 競走日     | 競馬場 | 競走名        | 格      | 距離（馬場）  | 頭 数 | 枠 番 | 馬 番 | オッズ （人気） | 着順 | タイム （上がり3F） | 着差 | 騎手      | 斤量 [kg] | 1着馬（2着馬）         | 馬体重 [kg] |
| ---------- | ------ | ------------- | ------- | ------------- | ----- | ----- | ----- | --------------- | ---- | ------------------- | ---- | --------- | --------- | ---------------------- | ----------- |
| 1997.06.07 | 函館   | 3歳新馬       |         | 芝1200m（良） | 7     | 1     | 1     | 002.10（2人）   | 03着 | R1:12.7（37.4）     | -1.7 | 0松永幹夫 | 53        | アグネスワールド       | 446         |
| 0000.06.14 | 函館   | 3歳新馬       |         | 芝1200m（良） | 12    | 5     | 5     | 003.70（2人）   | 01着 | R1:11.0（36.6）     | -0.4 | 0松永幹夫 | 53        | （アグネスクリッパー） | 446         |
| 0000.11.23 | 中京   | つわぶき賞    | 500万下 | 芝1700m（良） | 13    | 6     | 9     | 003.40（1人）   | 01着 | R1:43.6（36.1）     | -0.6 | 0河内洋   | 54        | （オースミキャプテン） | 460         |
| 0000.12.14 | 中京   | 中京3歳S      | OP      | 芝1800m（良） | 16    | 6     | 12    | 001.20（1人）   | 02着 | R1:48.8（35.9）     | -0.1 | 0佐藤哲三 | 55        | エイダイクイン         | 460         |
| 1998.03.14 | 阪神   | すみれS       | OP      | 芝2200m（良） | 8     | 3     | 3     | 001.90（1人）   | 01着 | R2:14.5（35.0）     | -0.4 | 0松永幹夫 | 54        | （ミツルリュウホウ）   | 452         |
| 0000.04.19 | 中山   | 皐月賞        | GI      | 芝2000m（良） | 18    | 1     | 1     | 008.00（4人）   | 04着 | R2:02.1（37.3）     | -0.8 | 0松永幹夫 | 57        | セイウンスカイ         | 450         |
| 0000.06.07 | 東京   | 東京優駿      | GI      | 芝2400m（稍） | 18    | 7     | 13    | 022.90（6人）   | 09着 | R2:27.6（37.2）     | -1.8 | 0松永幹夫 | 57        | スペシャルウィーク     | 438         |
| 0000.10.24 | 京都   | カシオペアS   | OP      | 芝2000m（良） | 8     | 6     | 6     | 002.90（2人）   | 01着 | R2:02.9（35.5）     | -0.2 | 0松永幹夫 | 54        | （アポテオーズ）       | 460         |
| 0000.11.08 | 京都   | 菊花賞        | GI      | 芝3000m（良） | 17    | 7     | 15    | 026.10（5人）   | 03着 | R3:03.9（34.7）     | -0.7 | 0松永幹夫 | 57        | セイウンスカイ         | 456         |
| 0000.12.27 | 中山   | 有馬記念      | GI      | 芝2500m（良） | 16    | 8     | 16    | 023.70（9人）   | 11着 | R2:33.2（36.2）     | -1.1 | 0松永幹夫 | 55        | グラスワンダー         | 456         |
| 1999.01.24 | 京都   | 日経新春杯    | GII     | 芝2400m（良） | 12    | 3     | 3     | 004.20（2人）   | 02着 | R2:31.4（34.5）     | -0.0 | 0四位洋文 | 55        | メジロブライト         | 464         |
| 0000.02.14 | 京都   | 京都記念      | GII     | 芝2200m（良） | 10    | 5     | 5     | 001.80（1人）   | 01着 | R2:15.2（35.1）     | -0.4 | 0四位洋文 | 56        | （マチカネフクキタル） | 464         |
| 2001.01.13 | 中山   | ニューイヤーS | OP      | 芝1600m（良） | 10    | 5     | 5     | 007.30（3人）   | 07着 | R1:36.0（35.9）     | -1.7 | 0蛯名正義 | 57        | チェックメイト         | 460         |
| 0000.02.03 | 東京   | 白富士S       | OP      | 芝2000m（稍） | 10    | 6     | 6     | 007.00（4人）   | 08着 | R2:02.5（37.4）     | -1.6 | 0蛯名正義 | 58        | エーピーグリード       | 460         |
| 0000.03.04 | 中京   | 中京記念      | GIII    | 芝2000m（稍） | 16    | 8     | 15    | 018.60（9人）   | 15着 | R2:03.0（38.8）     | -3.3 | 0木幡初広 | 56.5      | ロードクロノス         | 468         |
| 0000.07.08 | 函館   | 巴賞          | OP      | 芝1800m（良） | 11    | 2     | 2     | 047.4（10人）   | 06着 | R1:49.4（36.1）     | -1.1 | 0木幡初広 | 58        | エアエミネム           | 476         |
| 0000.07.22 | 函館   | 函館記念      | GIII    | 芝2000m（良） | 16    | 3     | 5     | 020.4（13人）   | 12着 | R2:04.3（39.0）     | -1.9 | 0木幡初広 | 56        | ロードプラチナム       | 474         |
| 0000.08.19 | 札幌   | 札幌記念      | GII     | 芝2000m（良） | 9     | 4     | 4     | 078.70（7人）   | 08着 | R2:01.6（35.3）     | -1.5 | 0菊沢隆徳 | 56        | エアエミネム           | 474         |
| 0000.09.09 | 札幌   | 札幌日経OP    |         | 芝2600m（良） | 12    | 7     | 9     | 014.70（6人）   | 05着 | R2:42.5（36.6）     | -0.2 | 0勝浦正樹 | 58        | ファイトコマンダー     | 474         |
| 2002.01.30 | 川崎   | 川崎記念      | JpnI    | ダ2100m（稍） | 10    | 6     | 7     |                 | 除外 |                     |      | 0石崎隆之 | 56        | リージェントブラフ     | 計不        |
| 0000.02.11 | 大井   | 東京シティ盃  | 南関G3  | ダ1390m（良） | 16    | 7     | 13    | 00 - 00（7人）  | 13着 | R1:27.6（38.2）     | -3.2 | 0佐藤隆   | 58        | フレアリングマズル     | 468         |
| 0000.03.06 | 大井   | 金盃          | 南関G2  | ダ2000m（良） | 16    | 8     | 15    | 00 - 00（8人）  | 16着 | R2:15.7（45.6）     | -9.3 | 0佐藤祐樹 | 55        | インテリパワー         | 466         |

## 血統表
| エモシオンの血統                  | エモシオンの血統                                       | エモシオンの血統                                       | （血統表の出典）                                       | （血統表の出典）      |
| 父系                              | ゼダーン系                                             | ゼダーン系                                             | ゼダーン系                                             | [ § 2 ]               |
| 父 *トニービン Tony Bin 1983 鹿毛 | 父の父*カンパラ Kampala 1976 黒鹿毛                    | Kalamoun                                               | *ゼダーン                                              | *ゼダーン             |
| 父 *トニービン Tony Bin 1983 鹿毛 | 父の父*カンパラ Kampala 1976 黒鹿毛                    | Kalamoun                                               | Khairunissa                                            |                       |
| 父 *トニービン Tony Bin 1983 鹿毛 | 父の父*カンパラ Kampala 1976 黒鹿毛                    | State Pension                                          | *オンリーフォアライフ                                  | *オンリーフォアライフ |
| 父 *トニービン Tony Bin 1983 鹿毛 | 父の父*カンパラ Kampala 1976 黒鹿毛                    | State Pension                                          | Lorelei                                                |                       |
| 父 *トニービン Tony Bin 1983 鹿毛 | 父の母Severn Bridge 1965 栗毛                          | Hornbeam                                               | Hyperion                                               | Hyperion              |
| 父 *トニービン Tony Bin 1983 鹿毛 | 父の母Severn Bridge 1965 栗毛                          | Hornbeam                                               | Thicket                                                |                       |
| 父 *トニービン Tony Bin 1983 鹿毛 | 父の母Severn Bridge 1965 栗毛                          | Priddy Fair                                            | Preciptic                                              | Preciptic             |
| 父 *トニービン Tony Bin 1983 鹿毛 | 父の母Severn Bridge 1965 栗毛                          | Priddy Fair                                            | Campanette                                             |                       |
| 母 アドラーブル 1989 栗毛         | 母の父*ノーザンテースト Northern Taste 1971 栗毛       | Northern Dancer                                        | Nearctic                                               | Nearctic              |
| 母 アドラーブル 1989 栗毛         | 母の父*ノーザンテースト Northern Taste 1971 栗毛       | Northern Dancer                                        | Natalma                                                |                       |
| 母 アドラーブル 1989 栗毛         | 母の父*ノーザンテースト Northern Taste 1971 栗毛       | Lady Victoria                                          | Victoria Park                                          | Victoria Park         |
| 母 アドラーブル 1989 栗毛         | 母の父*ノーザンテースト Northern Taste 1971 栗毛       | Lady Victoria                                          | Lady Angela                                            |                       |
| 母 アドラーブル 1989 栗毛         | 母の母*エコルシユ Ecorche 1982 黒鹿毛                  | Big Spruce                                             | Herbager                                               | Herbager              |
| 母 アドラーブル 1989 栗毛         | 母の母*エコルシユ Ecorche 1982 黒鹿毛                  | Big Spruce                                             | Silver Sari                                            |                       |
| 母 アドラーブル 1989 栗毛         | 母の母*エコルシユ Ecorche 1982 黒鹿毛                  | Idmon                                                  | Dr. Fager                                              | Dr. Fager             |
| 母 アドラーブル 1989 栗毛         | 母の母*エコルシユ Ecorche 1982 黒鹿毛                  | Idmon                                                  | Arachne                                                |                       |
| 母系(F-No.)                       | エコルシユ(USA)系(FN:14-c)                             | エコルシユ(USA)系(FN:14-c)                             | エコルシユ(USA)系(FN:14-c)                             | [ § 3 ]               |
| 5代内の近親交配                   | Hyperion 9.38% 4 x 5 , Lady Angela 9.38% 5 ･ 4（母内） | Hyperion 9.38% 4 x 5 , Lady Angela 9.38% 5 ･ 4（母内） | Hyperion 9.38% 4 x 5 , Lady Angela 9.38% 5 ･ 4（母内） | [ § 4 ]               |
| 出典                              | 1. 2. 3. 4.                                            | 1. 2. 3. 4.                                            | 1. 2. 3. 4.                                            | 1. 2. 3. 4.           |

- 主な近親はプリティーポリー#シスターサラ系を参照